# Eufemia (kejsarinna)

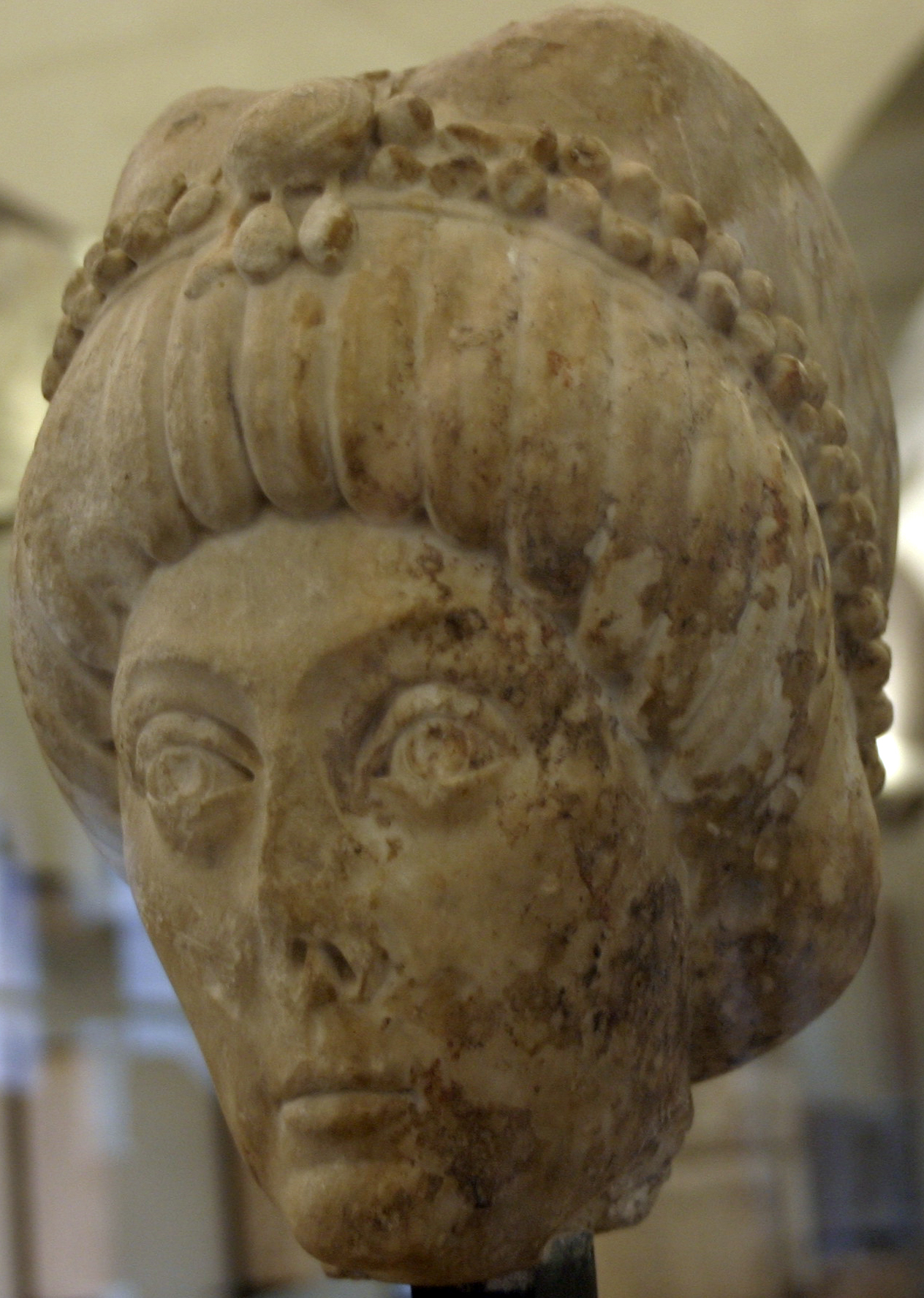
Byst av en oidentifierad bysantinsk kejsarinna från 500-talets början; möjligen Eufemia.

Eufemia, född på 400-talet, död mellan 523 och november 524, var en bysantinsk kejsarinna, gift med kejsar Justinus I.
Eufemia uppges ursprungligen ha varit en barbar (det vill säga från utanför romarrikets gränser) och slav. Hon ska ha varit slavkonkubin till den man som ägde henne före hennes giftermål med Justinus, och då hetat Lupicina (Lupae, 'honvarg'), ett namn som associerades med prostitution. Eftersom det var illegalt för en medlem av patricierklassen att gifta sig med en före detta prostituerad eller slav, förutsätts Justinianus ha fått hennes status formellt omklassificerad till frifödd. 
Hon var gift med Justinus vid den tidpunkt han besteg tronen år 518. När han hyllades som kejsare på Hippodromen begärde dock allmänheten att hans maka skulle byta namn från Lupicina till det mer värdiga Eufemia, och hon kom därför att bli känd som Eufemia under sin tid som kejsarinna. Både hon och hennes make stödde principerna från Konciliet i Chalkedon, som associerades med St. Eufemia. 
Eufemia uppges aldrig ha varit politiskt verksam. Hon ska ha kommit väl överens med makens brorson och tronföljare Justinus II, men motsatt sig hans äktenskap med Theodora, vilket innebar att vigseln inte kunde äga rum förrän efter hennes död. 
Hon lät uppföra ett kloster och en kyrka dedikerad till St. Eufemia. En del brev finns bevarade mellan henne och påven. 